# Stenotarsus anisotomoides
Stenotarsus anisotomoides is een keversoort uit de familie zwamkevers (Endomychidae). De wetenschappelijke naam van de soort werd in 1858 gepubliceerd door Gerstsecker.